# Елизаров, Илья Елизарович
Илья́ Елиза́рович Елиза́ров (род. 27 января 1963) — российский политический и государственный деятель.
Депутат Государственной думы четвёртого созыва (входил во фракцию ЛДПР). 
В 2012 году был назначен на должность помощника Председателя Правительства Российской Федерации Д. А. Медведева.
Действительный государственный советник Российской Федерации 1 класса.

## Биография
Закончил в 1998 году Институт современного бизнеса.
В 2006 году повышение квалификации в Военной академии Генерального штаба ВС РФ по программе «Оборона и обеспечение безопасности Российской Федерации».
В 2008 году — Российскую академию государственной службы при Президенте Российской Федерации.

### Карьера
- 1994—2000 годы — вице-президент акционерного общества закрытого типа «Международное банковское объединение».
- 2000—2003 годы — заместитель главного редактора по экономическим вопросам издательства и журнала «Закон и право».
- 2003—2007 годы — депутат Государственной Думы Российской Федерации (от фракции ЛДПР[3]), заместитель председателя Комитета Государственной Думы по собственности.
- 2008—2010 годы — советник Председателя Совета Федерации Федерального Собрания Российской Федерации С. М. Миронова.
- 2010—2012 годы — помощник Руководителя Администрации Президента Российской Федерации.
- с 2012 года — помощник Председателя Правительства Российской Федерации Д. А. Медведева.[4]